# Witold Skrzypczyk
Witold Skrzypczyk (ur. 17 października 1948 w Szczecinie, zm. 12 stycznia 2016) – twórca animacji, specjalista terapii uzależnień i twórca Profilaktyczno-Rozwojowego Ośrodka Młodzieży i Dzieci PROM.

## Życiorys
Skrzypczyk był współzałożycielem oraz dyrektorem Profilaktyczno-Rozwojowego Ośrodka Młodzieży i Dzieci PROM w Łodzi w 2003, wykładowcą akademickim, a ponadto twórcą procedur profilaktycznych i terapeutycznych, w tym m.in. „Tak czy nie”, „Jestem O.K.!”, „TUKA/N” i „MOPR”. Od lat 90. XX w. współpracował z Państwową Agencją Rozwiązywania Problemów Alkoholowych. W jej ramach należał do zespołu ekspertów ds. profilaktyki i zespołu ekspertów ds. leczenia młodzieży uzależnionej. Współtworzył projekty takie jak „Program wspierania grup samopomocowych „Alateen” czy „Poczta zaufania”, a także propagował w placówkach program dla upijającej się młodzieży „Trening umiejętności kontroli zachowań związanych z używaniem alkoholu i narkotyków”. Koordynował w ośrodku PROM realizację „Pomarańczowej Linii” – telefonu zaufania dla młodych ludzi upijających się i ich rodziców.
Był jurorem Młodzieżowym Ogólnopolskim Przeglądzie Spektakli Profilaktycznych „MOPS”. Był członkiem Stowarzyszenia Filmowców Polskich, w latach 80. i 90. XX w. współpracował ze Studiem Małych Form Filmowych Se-ma-for.
Publikował artykuły o tematyce zdrowotnej i profilaktyki uzależnień.

### Życie prywatne
Jego żoną była Anna Pietrzak. Został pochowany na cmentarzu komunalnym Doły przy ul. Smutnej w Łodzi.

## Animacje
- 1982: „Chłopiec z gliny”,
- 1984: „Przygoda w krainie czystości”,
- 1987: „Wypadek na stacji Puffo”,
- 1989: „Tort urodzinowy,
- 1991: „Filemon i przyjaciele”,
- 1991: „Podróż z zaczarowanym ołówkiem”,
- 1992: „Opowieść o bogini Amaterasu. Mit japoński”[2].

## Odznaczenia
- Order Uśmiechu (2003)[3][4]
- Krzyż Kawalerski Orderu Odrodzenia Polski – za pracę w dziedzinie uzależnień[4]